# Ана Болен
Ана Болен (енгл. Anne Boleyn; између 1501. и 1507 — 19. мај 1536) била је прва маркиза од Пембрука и краљица Енглеске, друга супруга енглеског краља Хенрија  Тјудора  и по многима, најутицајнија краљица у историји Уједињеног Краљевства.
Ана је рођена у аристократској породици која је имала велику моћ на двору. Захваљујући врхунском образовању које је стекла на школовању у Аустрији и потом у Француској, на двору надвојвоткиње Маргарите од Аустрије, беспрекорним манирима и природном шарму, лако је освојила краља Хенрија VIII Тјудора и постала прво његова љубимица али не и љубавница, све до пред саму удају за њега 28. маја 1533. чиме је постала краљица Енглеске. Дугих 7 година Хенри VIII је опседао Боленову која је одбијала да попут своје сестре Мери постане краљева љубавница захтевајући да се краљ прво разведе и учини њу својом краљицом што је до тада било нешто незамисливо и незабележено. Тек када је Хенри VIII у настојању да поништи брак са Катарином Арагонском раскинуо везе са Римом и сам поништио тај брак, Ана Болен је коначно постала краљева љубавница и убрзо након тога затруднела и удала се за Хенрија VIII. Боленова је захваљујући Хенријевој слепој љубави успела да своју породицу учини најмоћнијом у краљевству, али не и да краљу подари тако жељеног мушког потомка. Након што је родила будућу славну краљицу Елизабету I, а потом имала најмање један побачај (нема поузданих података о другом побачају), краљ ју је презрео, а ускоро и заменио другом женом, исто као што је и Катарину Арагонску заменио њоме. Заправо, Ана није доживела да види венчање своје наследнице са својим мужем — погубљена је 19. маја 1536, неколико дана пре него што се Хенри VIII 30. маја 1536. венчао са Џејн Симор. Смртна пресуда је донета због наводне прељубе коју је Ана Болен починила са петорицом мушкараца(дворски музичар Марк Смитон, близак пријатељ Хенрија VIII сер Хенри Норис, Виљем Бреретон, сер Френсис Вестон и рођени брат краљице Џорџ Болен) као и због издаје која је произишла из тог чина и била подупрта сведочењем лејди Рошфор (супруге Џорџа Болена) која је наводно чула инкриминишући разговор Ане Болен и сер Хенрија Нориса у којем се спомињала могућност да се Ана Болен након смрти Хенрија VIII уда за Нориса. Будући да је текст оптужнице сачуван до данас из њега се јасно види да су оптужбе биле лажне јер су сведоци тврдили да је краљица починила прељубе на местима и у време на којима се тада није налазила јер се из других историјских докумената поуздано зна да је тада боравила на другом месту са краљем.
Иако није била славна и поштована владарка попут своје кћерке, Ана је била веома утицајна и моћна. У историји је упамћена као жена одговорна за раскид Енглеског краљевства са католичком црквом и утирање пута увођењу протестантизма. Док су је католици проклињали као срамоту за католицизам, протестанти су је славили као мученицу и борца за чисту Енглеску. Ипак, памти се и у бољем светлу: као особа која је на хладан енглески двор донела дух ренесансе, француску моду и либерална схватања.

## Живот пре сусрета са Хенријем VIII

### Породица
Родитељи Ане Болен су били Томас Болен, виконт од Рочфорда и госпа Елизабета Хауард. Њена тачна година рођења није позната, али савремени историчари сматрају да је рођена између 1501. и 1507. године; није познато ни тачно место њеног рођења, али се претпоставља да, уколико је рођена пре 1505, да је рођена у Бликлинг Холу, у Норфоку, односно у замку Хиверу у Кенту, уколико је рођена после 1505. године. Имала је старију сестру Мери и млађег брата Џорџа.
У време рођења Ане, Боленови су били једна од најмоћнијих аристократских породица у Енглеској. Иако стара легенда каже да је Анин прадеда био обичан продавац вуне, сигурно је то да је она била вишег рода од краљевих потоњих супруга Џејн Симор и Катарине Пар.

### Детињство у Холандији
Томас Болен је био угледан дипломата и познавалац више европских језика, због чега је био миљеник Хенрија VII, a касније остао у служби и код Хенрија VIII. Његов дух и професионалност поштовали су многи широм Европе, између осталих и надвојвоткиња Маргарита од Аустрије, која је у то време, као регент, управљала Холандијом. Одушевљена Томасом, понудила му је да његовој млађој кћерки допусти да живи на њеном двору. Ани је указана та част са свега дванаест година (због чега јој је надвојвоткиња тепала са La Petite Boleyn). Својим манирима и интелектом оставила је добар утисак у Холандији, након чега је 1514. отишла у Париз на даље школовање.

### Живот у Француској
У Паризу је у то време на француском двору већ живела њена сестра Мери као дворска дама краљице Марије Тјудор, жене краља Луја XII. Два месеца након доласка сестара Болен на француски двор, краљ Луј XII је умро, па је њихова земљакиња (са којом је Ана иначе била у хладним односима) престала бити краљица. Марија Тјудор се вратила у Енглеску, а Боленове су остале у служби нове краљице, Клаудије — војвоткиње од Бретање. Ана је тада почела да ради као преводилац кад год би неки угледан Британац гостовао на француском двору; усавршила је своје знање француског језика, научила многе префињене француске манире и обичаје и истанчала модни укус који ју је касније и прославио. Тада је упознала и контроверзну краљицу Маргариту од Наваре, краљеву сестру, која је била позната као покровитељ хуманиста и ренесансних стваралаца. Она је Ани приближила ренесансну поезију и литературу. Њено познато дело, „Огледало грешне душе“, Ана је са собом понела у Енглеску, да би га касније на енглески језик превела њена ћерка, краљица Елизабета I.
Боравак на француском двору Ани је веома помогао у Енглеској. Хвалили су њен модни стил и укус, њено плесно умеће, као и њен ренесансни дух, сазрео у Француској. Пошто није била нарочита лепотица, високо је ценила и неговала баш те своје особине. Школовање у Паризу завршило се 1521. године, када се, по очевој наредби, вратила у Енглеску.

### Преговори за брак
Ана се вратила у Енглеску по очевој наредби, како би преговори за њен брак са даљим ирским рођаком, Џејмсом Батлером, могли да почну. Њихов брак је могао ставити тачку на непријатељства између породица Болен и Батлер, чији су узрок биле титуле и земље које су припадале грофовији Ормонд. Седми гроф од Ормонда умро је 1515. године, оставивши своје две кћерке Маргарет Болен и Ане Леџер као наследнице. У Ирској је Пирс Батлер, даљи рођак грофа од Ормонда, затражио титулу за себе. Анин отац, син Маргарет Болен, успротивио се томе и затражио помоћ од брата своје жене, војводе од Норфока. Овај се поводом тога обратио краљу, а краљ је плашећи се избијања грађанског рата, уредио да се Ана Болен уда за Пирса Батлера, па да му тако грофовију донесе као мираз. Међутим, договори за брак су пропали из непознатих разлога.

## Успон на енглеском двору
Ана се први пут појавила на Хенријевом двору 1522. године, као пратња његове сестре Марије и његове тадашње љубавнице, а њене сестре - Мери Болен. Мери се удала убрзо пошто је Ана дошла на двор; Хенри се није потрудио да јој нађе пригодну прилику, те се венчала са племићем нижег ранга. Добили су сина, за кога се мисли да је краљев јер га је прозвала Хенри.
Веома брзо, Ана је добила нове удвараче. Један од њих био је и Хенри Перси, син петог грофа од Нортамберленда. Њихов однос је заправо остао непознат. Свештеник Џорџ Кавендиш, пријатељ младог Персија, коме је Ана била антипатична, тврдио је да њих двоје нису љубавници и да њихова веза није сексуална. Персијев отац је 1523. одбио предлог да се њих двоје венчају, па је Ана накратко напустила двор и неко време провела на свом породичном имању.
По повратку на двор, окупила је око себе бројне пријатељице и удвараче. Постала је позната по својој способности да мушкарце држи довољно близу како би одржала своју популарност, а опет довољно далеко да не буде предмет трачева. Њен рођак ју је у том периоду описао као, наизглед, тиху и мирну, а у ствари непокориву и тврдоглаву.
Хенрију је Ана запала за око 1525. године. Поучена сестриним горким искуством одбачене љубавнице, Ана је одбијала Хенрија у његовим покушајима да је заведе, што је њега још више привлачило. Одупирала му се, говорећи да би се пре одрекла живота него својих принципа.

## Веза са Хенријем

### Краљева љубавница
Пре него што је Хенријев отац, краљ Хенри VII дошао на власт, у Енглеској су се водили Ратови ружа. Овај братоубилачки сукоб, који је трајао тридесет година, требало је да одлучи којој ће династији припасти власт. Хенри VIII је желео да избегне тако нешто, пошто су сва његова деца, осим Марије Тјудор, умрла у детињству. Ана је видела своју прилику у његовој опсесији сином, па је зато постала одлучна у својој намери да му се пода тек кад је ожени и учини краљицом.
Лондоном је у то време харала мистериозна болест, која се манифестовала наглим презнојавањем и чије би жртве умирале убрзо након појаве првих симптома. Хенри се са својим дворем одселио на време, али је Ана остала у Лондону пошто је била заражена. Уз помоћ краљевог најбољег лекара преживела је болест и потпуно се опоравила у јуну 1528. године. До тада брижљиво чувана у тајности, као потенцијална конкубина, Ана је сада постала претендент на краљичин престо јер је уживала повластице веће од иједне друге краљеве љубавнице. Она би га сада уместо краљице пратила на разним свечаностима и ручала са њим. Он би јој куповао крзна, хаљине и накит, плаћао њене коцкарске дугове. Боленова је имала огроман број присталица међу дворанима, али највећу подршку пружала јој је њена користољубива породица.

### Краљев развод
Хенри је убрзо након повлачења болести почео да тражи разлог да се растави од Катарине и ожени Аном, за коју је веровао да ће му родити сина. Од Папе је затражио поништење брака, тврдећи да је Катарина лагала када је изјавила да њен први брак није био конзумиран. Пошто је Катарина кратко време била удата за Хенријевог старијег брата Артура, морала је да докаже да је остала девица. У противном, њен брак са Хенријем би се сматрао инцестом. Папа, међутим, није био у могућности да Хенрију да поништење брака будући да је Карло V, цар Светог римског царства, коме је Катарина била тетка, тада држао Рим у својој шаци. Хенри тада задатак тражења поништења брака поверава Томас Вулсију, надбискупу од Јорка.
Папа је Хенрију забранио склапање новог брака све док се у Риму не доносе одлука о његовом браку са Катарином. Вулси није одобравао Хенријеву везу са Аном и желео је да за краља аранжира брак са француском принцезом како би побољшао однос са Француском, што је трајно оштетило његов однос са Аном, те самим тим ставило тачку на његову каријеру. Веома осветољубива, Ана је вршила притисак на Хенрија да отпусти моћног надбискупа, што је овај и учинио 1529. године, прогласивши га неспособним. Вулси је након тога молио Ану да му помогне да се врати на своју пређашњу позицију, али је она то одбила, након чега Волси започиње тајне договоре са папом са циљем да протера Ану из Енглеске. Његови планови су били откривени, те је Хенри наредио његово хапшење. Да није умро од непознате болести 1530, врло је вероватно да би био погубљен због велеиздаје.
Након што се отарасила Вулсија, Ана је добила већи утицај на верску и државну политику. После смрти надбискупа од Кентерберија, Ану је на ту позицију поставила Томаса Кранмера, пријатеља своје породице.
Годину дана касније, Хенри је прекинуо брачни живот са Катарином и њу иселио у замак Кимболтон, а њене собе на двору поклонио Ани. Народ је, међутим, подржавао Катарину. Једне вечери у јесен 1531. године, док је Ана вечерала уз реку на очевом имању, напала ју је велика група бесних жена, од којих је једва успела да побегне бродом.
Цела католичка Европа је сада била окренута према Ани и гледала је као уљеза; Катаринина скромност и религиозност очаравале су Европу већ три деценије. Катарина је Ану називала „срамотом хришћанског света“, те је имала велики број присталица, али нико се није усуђивао да устане против Хенрија. У ствари, једино што је Ану тада чувало била је Хенријева заинтересованост за њу.

### Маркиза од Пембрука
Пре њеног одласка у Кале, на заказану конференцију, краљ Хенри VIII је Ани Болен, тада још увек обичној племкињи, доделио титулу Маркиза од Пембрука. Свечаност доделе титуле одржана је у граду Виндзору 1. септембра 1532. године. Ана је према томе прва жена која је проглашена за високу племкињу од стране монарха, односно прва маркиза која своју титулу није стекла браком или наслеђем. Шта више, Ана Болен није била маркиза, већ маркиз, како би се нагласило да она ту титулу носи по свом праву, а не у својству маркизове супруге.
Заједно са титулом, будућа краљица је добила пет кућа у Велсу, две у Есексу, и две у Хартфордширу. Земља коју је добила, доносила је више од хиљаду фунти годишње.

### Конференција у Калеу
За разлику од Хенријеве прве жене, Ана је охрабривала алијансу са Француском, која јој је још у детињству прирасла срцу. Успоставила је пријатељски однос са француским амбасадором, уз чију је помоћ организовала међународну конференцију у Калеу 1532. године. Хенри се надао да ће на тој конференцији добити подршку француског краља Франсое I по питању брака са Аном.
Родбина Ане Болен је такође извукла корист из њеног односа са краљем. Њен отац, већ виконт Рочфорд, постао је гроф од Вилтшира и гроф од Ормонда, али је његова титула ипак остала нижа од маркишке титуле додељене Ани. На величанственом банкету поводом уздизања Томаса Болена на ниво грофа, Ана је имала предност над војводом и војвоткињом, те је седела на почасном месту поред краља, које је обично било резервисано за краљицу. Захваљујући уплитању Ане Болен, њена сестра Мери, сада већ удовица, почела је да прима годишњу пензију од 100 фунти, а Мерин је син, за којег поједини данашњи историчари кажу да је био један од два Хенријева ванбрачна сина, добио бесплатно школовање у престижном цистерцитском манастиру.
Конференција у Калеу била је политички тријумф, будући да је француска влада коначно дала подршку Хенрију у остварењу његових циљева. Одмах по повратку у Енглеску, Хенри је тајно оженио Ану, а она је убрзо затруднела, те је венчање поновљено 25. јануара 1533. Како је Ана носила сина и престолонаследника, што је Хенри тада мислио, јавно венчање се морало одржати, и то брзо.

## Брак
Томас Кранмер, нови надбискуп од Кентерберија, објављује да новооснована Црква Енглеске признаје само суверена, тада Хенрија VIII, за свог врховног поглавара, чиме се прекида Папин ауторитет у Енглеској. Овај догађај обележио је трајни раскид са Римокатоличком црквом. Брак Хенрија и Катарине је проглашен неважећим 23. маја, а само пет дана после, 28. маја, озакоњен је брак Хенрија и Ане.
У међувремену, Дом народа је забранио контакт са Римом. Папа Климент VII је тада предузео драстичну меру - екскомуницирао је Хенрија VIII и Томаса Кранмера, чиме је формално католицима био забрањен контакт са њима, и истовремено је брак Хенрија и Ане прогласио незаконитим и непостојећим. Хенри је одговорио протеривањем папиног изасланика из Енглеске и прекидањем свих односа са Римом. Ана, Кранмер и Кромвел били су одушевљени током ситуације. Вести о почетку реформације у Енглеској прошириле су се брзо Европом, а Ана је била слављена као протестантска јунакиња. Неки сматрају да је чак и Мартин Лутер њено крунисање видео као добар знак.

### Крунисање
Дана 29. маја, у четвртак, енглески племићи заклели су се на верност новој краљици. Величанственој церемонији крунисања нове краљице претходила је парада улицама Лондона; Ана, обучена у хермелинско крзно и дуге црне косе, пуштене као што је обичај при крунисању краљице, улицама је ношена на отвореном, богато украшеном носилу.
Ана је крунисана и помазана за краљицу Енглеске у недељу, 1. јуна 1533. године, у Вестминстерској опатији. Круну Ане Болен носио је војвода од Сафока, супруг Хенријеве сестре, а њена два жезла носила су двојица грофова. Стара војвоткиња од Норфока чувала је краљичину дугачку хаљину од скупог хермелинског крзна. Ана је на глави носила венац испуњен бисерима и драгим камењем. За Аном је ишло десет дама, а иза њих све њене дворјанке обучене у хаљине од белог балтичког крзна. Окрунили су је и помазали надбискуп од Кентерберија и надбискуп од Јорка, након чега су јој грофови предали жезла. Као и њена претходница, и Ана је била помазана два пута: први пут по глави, а затим по грудима. После крунисања, приликом које су истицани симболи и иконе Девице Марије, одржана је миса.
За разлику од свих осталих супруга краљева, Ана је крунисана круном Едварда Исповедника, која је иначе била резервисана за монархе. Извори из 16. века не спомињу ову чињеницу као аномалију, иако је Ана била прва жена крунисана најсветијим предметом краљевске регалије. Према једној теорији, Ана је крунисана круном Едварда Исповедника зато што је њена трудноћа била видљива, а она је носила будућег монарха.
На дан крунисања Ане Болен, Катарини је и званично одузета титула краљице, а на исти дан њена кћерка Марија је проглашена ванбрачном и избачена из наследног низа. Без обзира на то, Катарина је себе наставила да сматра краљицом и Хенријевом једином законитом женом, а своју кћерку је потајно охрабривала да себе назива енглеском принцезом и наследницом. Ниједна од њих није никада признала Ану за своју краљицу.
Упркос чињеници да Хенри није штедео на крунисању Ане Болен, желећи величанственим крунисањем супруге да докаже законитост и ваљаност њиховог брака, церемонија је била неуспешна. Ана, тада већ два месеца трудна, остала је непопуларна у народу који је и даље саосећао са Катарином.

### Нова краљица Енглеске
Ана је уживала у својој улози краљице много више него Катарина, што је осликавао њен мото „Најсрећнија“ (енгл. The Most Happy), који је представљао контраст према Катаринином „Понизна и одана“ (енгл. Humble and Loyal). Имала је и много више слуга од бивше краљице; преко 250 људи испуњавало је њене личне потребе, шездесет дама пратило ју је на јавним догађајима, и неколико капелана за њене верске потребе.
Као краљица председавала је величанственим двором, трошила велике суме новца на скупе хаљине, накит, шешире, јахаћу опрему и најбољи намештај који се производио у свету. Многобројне палате су реновиране да би удовољиле њеном укусу. Катаринин симбол, нар, који је представљао њено порекло са Медитерана, замењен је симболом Ане Болен, соколом, а Ана је поседовала и књигу са илустрацијом сокола који кљуца нар.
Била је дубоко потресена кад је ухватила мужа у очијукању са дворском дамом, што је узроковало прву озбиљну свађу краљевског пара. Хенри се потрудио да смири Ану, јер није желео да ишта угрози њену трудноћу. Хенри је, у ствари, био врло веран муж у поређењу са осталим краљевима, али Ана је била исто толико љубоморна и на сваки Хенријев флерт одговарала је бурно.

### Рођење детета и однос са Маријом
Након крунисања, Ана се повукла у Хенријеву најдражу палату у Гриничу и почела да се припрема за рођење свог првог детета. Према обичају, један месец трудноће провела је у једној соби.
Прво дете краљевског пара рођено је нешто раније него што је било очекивано, 7. септембра 1553. између три и четири сата послеподне. Била је то девојчица, принцеза Елизабета, именована по Хенријевој мајци, Елизабети од Јорка. Хенри није штедео новац за крштење новорођенчета; Елизабета је сада била прва у наследном низу, иако се он надао да то неће остати тако задуго.
Ана се ипак бојала да ће Марија, њена пасторка, представљати претњу Елизабетиној позицији наследнице. Хенри је зато отпустио све слуге леди Марије и послао је у замак Хетфилд, где је заједно са осталом послугом дворила своју двадесет година млађу полусестру. Ана је била брижна мајка која је често посећивала своју кћерку и притом се редовно сукобљавала са пасторком. Марија јој се обраћала са „очева курво“, док је Ана њу звала „проклето копиле“. Марија је била истрајна у одбијању да призна своју маћеху за краљицу и свог оца за врховног верског поглавара.
Ана јесте покушала да поправи свој однос са Маријом, под условом да је она призна за краљицу, што је Марија одлучно одбијала. Ана је гурала своју кћерку Елизабету испред Марије када год је то било могуће и тихо је охрабривала Хенрија да фаворизује Елизабету, јер је то био једини начин да се она сама одржи на двору. Неколико каснијих трудноћа завршило је или побачајем или рођењем мртворођених синова, што је Хенрија подсетило на његов неуспели брак са Катарином. Ана није успела у једином задатку који је имала као краљева супруга; није родила здравог сина, што је убрзо баца у Хенријеву немилост.

### Сукоб са краљем
Краљ и краљица су у почетку уживали срећан брак, али касније је њихов однос постао хладнији. Хенрију се, између осталог, није свиђала навика Ане Болен да се заузме за себе и да му одговара приликом свађе.
Катарина, која је од поништења свог брака са Хенријем носила титулу принцезе удовице од Велса, умрла је 7. јануара 1536. године, а краљ и краљица су за њену смрт сазнали следећег јутра. Након што су чули за њену смрти, Хенри и Ана су наводно носили светло жуту одећу. Неки сматрају да је то био њихов начин да прославе Катаринину смрт, док други упућују на чињеницу да је жута била боја која се у Шпанији тада традиционално носила као црнина данас. Катаринини лекари потврдили су да је њено срце било црно, што се тада, због мањка знања о раку, сматрало знаком тровања.
На дан Катаринине сахране, 29. јануара 1536. године, Ана је сазнала за мужевљеву несрећу приликом јахања: Хенри је пао са коња и био тешко повређен, а она је од последица стреса изазваног овом несрећом побацила шест месеци стар фетус чији се пол могао препознати - био је то син. Овај губитак сматра се почетком краја Хенријевог другог брака, а оно што је уследило је један од најконтроверзнијих периода у енглеској историји. Сама Ана је изјавила да је „побацила свог спасиоца“. Између Елизабете и побаченог сина Ана је била трудна два пута; једна трудноћа се завршила рођењем мртворођенчета, а друга или побачајем или такође рођењем мртворођенчета. Ана је једном од та два пута побацила фетус који је био јако деформисан, што је изазвало оговарања да је краљица носила ђавоље дете. Хенри није веровао у црну магију, али је ипак одлучио да се на један другачији начин послужи наказним мртворођенчетом.
Док се Ана опорављала од побачаја, краљ је схватио да је Бог проклео њихов брак. Хенри је сада почео да тражи начин да прекине брак са Аном и да покуша да добије сина са другом женом. Џејн Симор, Хенријева нова љубавница, се ускоро уселила у одаје Ане Болен. Хенри је могао једноставно да прогласи њихов брак проклетим и поништи га, као што је учинио са Катарином. Међутим, поништавање брака са Катарином довело је у неугодну ситуацију мноштво људи, будући да су у исто доба две жене тврдиле да су краљице Енглеске, две краљеве кћерке сматране наследницама, цела католичка Европа била на страни прве жене, а протестантска на страни друге. Хенри није желео да Ана угрози легитимитет његовог следећег брака, па је зато тражио директнији начин да се реши Ане.

## Последњи дани

### Суђење
Прва назнака кобног завршетка краљице Ане било је суђење Фламанцу Марку Смитону, дворском свирачу. Он је био краљичин дворјанин, који се захваљујући њеном пријатељству уздигао у аристократију, иако је био син столара и кројачице. Смитон је крајем априла оптужен и ухапшен, и мучен док није дао изјаву, да је имао сексуалне односе са краљицом.
 То је био директан атак на Боленову и њену моћ, јер су сви знали да све и да је хтео, Смитон не би могао спавати са краљицом јер је био хомосексуалац, и спавао са осталим мушкарцима из свите Ане Болен. Под истом оптужбом су ухапшени и њени пријатељи Хенри Норис (будући племић, није могао бити мучен), Франсис Вестон и Вилијам Бреретон, као и њен брат Џорџ, који је такође оптужен да је спавао са својом сестром. Другог маја, за време ручка, Ана је ухапшена и одведена у Лондон тауер. Видевши да се круг завере око ње затвара, она јесте слутила да је нешто чека, али изненадни упад војника је уплашио и збунио. У Тауеру је истог дана доживела тежак нервни слом и непрестано викала да јој кажу за шта је то она крива. Свим мушкарцима је суђено десет дана касније и сви су добили смртну казну; једини који је признао кривицу био је Смитон. Џорџу и Ани је суђено 15. маја, а већ 17. су сви мушкарци били погубљени, готово на очи Ане Болен, јер је њен прозор гледао на губилиште. 
Краљица је била оптужена за прељубу, инцест, вештичарење и заверу против краља, а један од судија био је и њен ујак, војвода од Норфока, који јој је и помогао да се уда за Хенрија. Господин и госпођа Кингстон, чувари Тауера, рекли су да је Ана задњих сати свог живота била срећна и смирена, и спремна да се суочи са смрћу. Краљ је био милостив одлучивши да не буде спаљена на ломачи као вештица, већ да јој буде одрубљена глава. Показао је и поштовање према њеном положају, наредивши да се Ана не погуби секиром као пучанка, већ мачем. Сазнавши за супругов уступак, Ана је рекла: „Егзекутор неће имати проблема са мном. Ја имам танак врат.“ Овом иронијом је краљица заправо алудирала на Хенријеву превелику килажу.

### Погубљење
Дана 18. маја, ујутро, по Ану су стигли војници и одвели је Тауер грин, где је требало да има приватно погубљење. Према речима њених савременика, ходала је без страха, као да не иде у смрт. Попевши се на губилиште, одржала је кратак говор, пун ироније: 
| „ | Добри хришћански људи, дошла сам да умрем по закону, јер ми је по закону суђено да умрем, те се томе нећу опирати. Нисам дошла овде како бих упирала прстом на некога, нити да бих говорила зашто сам оптужена и осуђена, али молим Бога да чува краља и подари му дугу владавину над вама, јер нежнијег и милостивијег принца свет није видео; увек ми је био добар и нежан господар. Ако иједна особа буде умешана у мој случај, тражим од њих да суде како најбоље умеју. Напуштам овај свет и све вас, желећи вам од свег срца да се молите за мене. Боже, смилуј ми се. | ” |

Клекнула је елегантно и држала главу високо. Док су јој слушкиње скидале мараму и стављале повез на очи, смирено је говорила молитву: Господу Исусу Христу поверавам душу своју. Господе Исусе, прими душу моју. Џелат је био запањен њеном храброшћу и равнодушношћу, те је тражио да му дају мач, иако га је већ држао у руци. Сажалио се на краљицу убивши је хитро, на превару, како не би очекивала ударац. Као што је и предсказала, глава је била одвојена од тела једним јединим замахом мача. 
Томас Кранмер, који се шетао обалом Темзе, чуо је топ који је означио смрт Ане Болен и заплакао. Иако је подржао пресуду и лично јој укинуо звање краљице, било му је жао јер су некада били пријатељи. Неколико сати пред погубљење Ане Болен, Кранмер је Елизабету прогласио ванбрачним дететом, неподобним за наслеђивање круне. Према британској књижевници Филипи Грегори, експерту за седамнаести век, Елизабету је одгајила њена тетка, Мери Болен.

### Догађаји који су уследили
Истог дана када је Ана погубљена, Хенри је оженио Џејн Симор, која је умрла на порођају. Краљ је потом довео немачку племкињу Ану од Клева, и одлучио да је неподобна за место краљице, не оженивши се њоме. У историји је његовом грешком упамћена као неотесана и крута жена. Следећа супруга била је Катарина Хауард, рођака Ане Болен, са којом се краљ венчао док је још била дете. Њена распусност јој је буквално дошла главе када је краљ одлучио да је погуби као њену тетку, због недоличног понашања и прељубе. За разлику од Ане, Катарина се намучила на губилишту, пошто су џелату била потребна три ударца секире да јој главу одвоји од тела. Заједно са њом, погубљена је и Џејн Болен, њена дворјанка, а снаха Ане Болен и жена њеног брата, Џорџа. Користећи се лукавошћу и огромним искуством, Боленова је дуго после заовине смрти била главна дворска дама на двору Хенрија Осмог. Краљева последња супруга била је Катарина Пар, једина коју није успео да угрози. Премда је и њу осудио на смрт због вештичарења, његово здравље се нагло погоршало и краљ је умро.
Ана није имала ни честиту сахрану, пошто Хенри на дан венчања није хтео да се занима посмртним церемонијама. Непознати људи су њено тело и главу сахранили у капели Свети Петар у ланцима. Приликом реновирања капеле у 19. веку, њено тело је откопано и направљен јој је мермерни гроб, где и данас почива.

## Изглед и особине
Због превише тамних очију и дуге равне црне косе наспрам одвећ мршавог тела Ана није сматрана лепотицом. Ипак, била је неодољива захваљујући својој виспрености, али и шарму и харизми. Неколико историчара посебно се бавило њеним изгледом и готово магијским деловањем на мушкарце: 
| „ | Никада о њој нису говорили као о великој лепотици, али чак и они који су је исмевали, признавали су да је била драматично привлачна. Њена маслинаста пут и равна црна коса давале су јој егзотичан изглед у култури која је млечнобелу кожу сматрала каноном лепоте. Њене очи биле су посебно упадљиве: лепе и црне, рекао је један њен савременик, док је други написао да су увек биле њен најпривлачнији део тела јер је знала да их користи ефектно. | ” |

| „ | шарм Ане Болен није почивао толико у њеном физичком изгледу колико у њеној живахној личности, речитости, интелигенцији и елеганцији. Имала је ниску и наизглед нежну фигуру. Одлично је певала, плесала, свирала и говорила. Не изненађује што су се младићи на двору ројили око ње. | ” |

Боленова је као краљица диктирала моду у Енглеској, међутим, одрастање у Француској учинило је да њена одећа постане смелија, раскошнија и веселија. Ана никада није прихватила строге капе за жене које је наметнула Катарина Арагонска, које су покривале целу главу осим лица. Боленова је уместо тога захтевала да жене носе мале, отмене шешире, најчешће са раскошним и егзотичним перима. Будући ренесансни хуманиста, Ана је давала новац и накит у бројне хуманитарне сврхе, и упорно охрабривала продор нових идеја у Енглеску. Она је заправо била први ренесансни мецена у Великој Британији. Уживала је у вину и коцкању, али умела је да буде и невероватно осветољубива: 
| „ | Чинила нам се непредвидивом — религиозна, али опет агресивна и прорачуната; осећајна и нежна, али са чврстом руком политичара. Самостална и својеглава жена у свету мушкараца која је искористила своје образовање и стил како би надокнадила недостатке свог пола. Иако скромног изгледа, прохујала је двором попут олује, до самог краља. Можда о њој најбоље говори закључак Томаса Кромвела: интелигенција, дух и храброст. | ” |

## Легенде, наслеђе и култ
Стара је предрасуда да је Катарина Арагонска била превише конзервативна, а Ана Болен превише либерална, Ана од Клева ружна, а Катарина Хауард глупа, Џејн Симор добродушна и умиљата, а Катарина Пар лукава и проста. Још једна велика предрасуда је да Ана није била религиозна, већ да је веровала у црну магију и бавила се њоме. Боленова је заправо била велики верник, и снажно је неговала култ Богородице. Међутим тачно је да је краља без сумње најсрећнијим чинила Џејн Симор, која је заједно са својом сестром, напредовала на двору по узору на Боленове девојке. Тачно је и да је од свих његових жена Хенријев ауторитет највише подривала Ана Болен, која би га изгрдила пред целим двором. 
 Она се данас сматра директно одговорном за раскид Енглеског краљевства са Ватиканом. Боленова је поставила јасан ултиматум: неће му дозволити да спава са њом док се не разведе, ма колико то утицало на ток историје. Хенри се стога развео и одрекао католицизма, а она га још и храбрила и читала му своје, црквом забрањене књиге. По доласку Крваве Мери на власт, Хенријеве и Катаринине кћерке, Боленова је проглашена за курву и јеретика, а нова краљица била је позната по својој суровости према протестантима. Међутим, већ са крунисањем Елизабете I, њена мајка постаје поштована као светица и мученица, пострадала од зле, католичке вере.
Бројне легенде су испредане после њене смрти. Једна од њих је да је Ана наводно имала шест прстију на левој руци, што је био очигледан знак ђавола. Ова тврдња је званично побијена када је 1876. краљичино тело ексхумирано. Другу су пак причали Сицилијанци посетиоцима њиховог острва: Ана Болен је осуђена да вечно гори у гротлу вулкана Етне. Бројни су људи сведочили да су видели (често безглави) дух Ане Болен како лута замком Хивер, Тауером или Бликлинг холом. Неки су тврдили и да су разговарали са њом.
Савремени историчари Ану приказују и као икону феминизма и геј мушкараца. Професорка Универзитета у Аризони, Рита Ворник, уједно и научница која се највише бавила Аном Болен, описује је као жену јаке воље, која је одређивала судбину много моћнијим мушкарцима од ње саме. Цењена британска књижевница и доктор за енглеску књижевност, Филипа Грегори, која је написала неколико десетина романа смештених у доба Тјудора, наводи да је Џорџ Болен био бисексуалац, као и многи мушкарци који су били дворјани Ане Болен, и тврди да је Ана била веома либерална, те знала и подржавала њихове односе.
Написано је неколико десетина књига о њеном животу, и снимљено исто толико филмова. Неке од познатих глумица које су играле трагично настрадалу краљицу су и Хелена Бонам Картер, Натали Дормер и Натали Портман, док је Женевјев Бижо била у конкуренцији за Оскара за своју изведбу у филму Ана од хиљаду дана. Италијански композитор Гаетано Доницети написао је оперу Ана Болен 1830. године. Лутка Мортише Адамс из популарног филма Породица Адамс зове се Ана Болен.

## Породично стабло
|  |                                                    |  |  |  |  |  |  |  |  |  |  |  |  |  |  |  |
|  | 16. Томас Болен (1421—?)                           |  |  |  |  |  |  |  |  |  |  |  |  |  |  |  |
|  |                                                    |  |  |  |  |  |  |  |  |  |  |  |  |  |  |  |
|  |                                                    |  |  |  |  |  |  |  |  |  |  |  |  |  |  |  |
|  | 8. Сер Џефри Болен (1437 — око 1463)               |  |  |  |  |  |  |  |  |  |  |  |  |  |  |  |
|  |                                                    |  |  |  |  |  |  |  |  |  |  |  |  |  |  |  |
|  |                                                    |  |  |  |  |  |  |  |  |  |  |  |  |  |  |  |
|  | 17. Ен Бректон                                     |  |  |  |  |  |  |  |  |  |  |  |  |  |  |  |
|  |                                                    |  |  |  |  |  |  |  |  |  |  |  |  |  |  |  |
|  |                                                    |  |  |  |  |  |  |  |  |  |  |  |  |  |  |  |
|  | 4. Вилијам Болен                                   |  |  |  |  |  |  |  |  |  |  |  |  |  |  |  |
|  |                                                    |  |  |  |  |  |  |  |  |  |  |  |  |  |  |  |
|  |                                                    |  |  |  |  |  |  |  |  |  |  |  |  |  |  |  |
|  | 18. Томас Ху                                       |  |  |  |  |  |  |  |  |  |  |  |  |  |  |  |
|  |                                                    |  |  |  |  |  |  |  |  |  |  |  |  |  |  |  |
|  |                                                    |  |  |  |  |  |  |  |  |  |  |  |  |  |  |  |
|  | 9. Ен Ху (1425—1484)                               |  |  |  |  |  |  |  |  |  |  |  |  |  |  |  |
|  |                                                    |  |  |  |  |  |  |  |  |  |  |  |  |  |  |  |
|  |                                                    |  |  |  |  |  |  |  |  |  |  |  |  |  |  |  |
|  | 19. Елизабет Викингам                              |  |  |  |  |  |  |  |  |  |  |  |  |  |  |  |
|  |                                                    |  |  |  |  |  |  |  |  |  |  |  |  |  |  |  |
|  |                                                    |  |  |  |  |  |  |  |  |  |  |  |  |  |  |  |
|  | 2. Томас Болен, (1477—1538/9)                      |  |  |  |  |  |  |  |  |  |  |  |  |  |  |  |
|  |                                                    |  |  |  |  |  |  |  |  |  |  |  |  |  |  |  |
|  |                                                    |  |  |  |  |  |  |  |  |  |  |  |  |  |  |  |
|  | 20. Џејмс Батлер, 4. Гроф од Ормондеа (1392—1452)  |  |  |  |  |  |  |  |  |  |  |  |  |  |  |  |
|  |                                                    |  |  |  |  |  |  |  |  |  |  |  |  |  |  |  |
|  |                                                    |  |  |  |  |  |  |  |  |  |  |  |  |  |  |  |
|  | 10. Томас Батлер, 7. Гроф од Ормондеа (1450—?)     |  |  |  |  |  |  |  |  |  |  |  |  |  |  |  |
|  |                                                    |  |  |  |  |  |  |  |  |  |  |  |  |  |  |  |
|  |                                                    |  |  |  |  |  |  |  |  |  |  |  |  |  |  |  |
|  | 21. Елизабет Бошамп (1410—?)                       |  |  |  |  |  |  |  |  |  |  |  |  |  |  |  |
|  |                                                    |  |  |  |  |  |  |  |  |  |  |  |  |  |  |  |
|  |                                                    |  |  |  |  |  |  |  |  |  |  |  |  |  |  |  |
|  | 5. Маргарет Батлер (1465—1539/1540)                |  |  |  |  |  |  |  |  |  |  |  |  |  |  |  |
|  |                                                    |  |  |  |  |  |  |  |  |  |  |  |  |  |  |  |
|  |                                                    |  |  |  |  |  |  |  |  |  |  |  |  |  |  |  |
|  | 22. Сер Ричард Хенкфорд (1397—1431)                |  |  |  |  |  |  |  |  |  |  |  |  |  |  |  |
|  |                                                    |  |  |  |  |  |  |  |  |  |  |  |  |  |  |  |
|  |                                                    |  |  |  |  |  |  |  |  |  |  |  |  |  |  |  |
|  | 11. Ен Хенкфорд (1431—1485)                        |  |  |  |  |  |  |  |  |  |  |  |  |  |  |  |
|  |                                                    |  |  |  |  |  |  |  |  |  |  |  |  |  |  |  |
|  |                                                    |  |  |  |  |  |  |  |  |  |  |  |  |  |  |  |
|  | 23. Леди Ен де Монтагу (1400—1457)                 |  |  |  |  |  |  |  |  |  |  |  |  |  |  |  |
|  |                                                    |  |  |  |  |  |  |  |  |  |  |  |  |  |  |  |
|  |                                                    |  |  |  |  |  |  |  |  |  |  |  |  |  |  |  |
|  | 1. Ана Болен (1501/1507—1536)                      |  |  |  |  |  |  |  |  |  |  |  |  |  |  |  |
|  |                                                    |  |  |  |  |  |  |  |  |  |  |  |  |  |  |  |
|  |                                                    |  |  |  |  |  |  |  |  |  |  |  |  |  |  |  |
|  | 24. Сер Роберт Хауард (1385—1436)                  |  |  |  |  |  |  |  |  |  |  |  |  |  |  |  |
|  |                                                    |  |  |  |  |  |  |  |  |  |  |  |  |  |  |  |
|  |                                                    |  |  |  |  |  |  |  |  |  |  |  |  |  |  |  |
|  | 12. Џон Хауард, 1. Војвода од Норфока (1385—1436?) |  |  |  |  |  |  |  |  |  |  |  |  |  |  |  |
|  |                                                    |  |  |  |  |  |  |  |  |  |  |  |  |  |  |  |
|  |                                                    |  |  |  |  |  |  |  |  |  |  |  |  |  |  |  |
|  | 25. Леди Маргарет Маубреј                          |  |  |  |  |  |  |  |  |  |  |  |  |  |  |  |
|  |                                                    |  |  |  |  |  |  |  |  |  |  |  |  |  |  |  |
|  |                                                    |  |  |  |  |  |  |  |  |  |  |  |  |  |  |  |
|  | 6. Томас Хауард, 2. Војвода од Норфока             |  |  |  |  |  |  |  |  |  |  |  |  |  |  |  |
|  |                                                    |  |  |  |  |  |  |  |  |  |  |  |  |  |  |  |
|  |                                                    |  |  |  |  |  |  |  |  |  |  |  |  |  |  |  |
|  | 26. Сер Вилијам де Моленс (1378—1425)              |  |  |  |  |  |  |  |  |  |  |  |  |  |  |  |
|  |                                                    |  |  |  |  |  |  |  |  |  |  |  |  |  |  |  |
|  |                                                    |  |  |  |  |  |  |  |  |  |  |  |  |  |  |  |
|  | 13. Кетрин Моленс                                  |  |  |  |  |  |  |  |  |  |  |  |  |  |  |  |
|  |                                                    |  |  |  |  |  |  |  |  |  |  |  |  |  |  |  |
|  |                                                    |  |  |  |  |  |  |  |  |  |  |  |  |  |  |  |
|  | 27. Марџери Велсборо (?—1438?)                     |  |  |  |  |  |  |  |  |  |  |  |  |  |  |  |
|  |                                                    |  |  |  |  |  |  |  |  |  |  |  |  |  |  |  |
|  |                                                    |  |  |  |  |  |  |  |  |  |  |  |  |  |  |  |
|  | 3. Леди Елизабета Хауард                           |  |  |  |  |  |  |  |  |  |  |  |  |  |  |  |
|  |                                                    |  |  |  |  |  |  |  |  |  |  |  |  |  |  |  |
|  |                                                    |  |  |  |  |  |  |  |  |  |  |  |  |  |  |  |
|  | 28. Сер Филип Тилни (1437—1453)                    |  |  |  |  |  |  |  |  |  |  |  |  |  |  |  |
|  |                                                    |  |  |  |  |  |  |  |  |  |  |  |  |  |  |  |
|  |                                                    |  |  |  |  |  |  |  |  |  |  |  |  |  |  |  |
|  | 14. Сер Фредерик Тилнеи                            |  |  |  |  |  |  |  |  |  |  |  |  |  |  |  |
|  |                                                    |  |  |  |  |  |  |  |  |  |  |  |  |  |  |  |
|  |                                                    |  |  |  |  |  |  |  |  |  |  |  |  |  |  |  |
|  | 29. Изабел Торп (?—1436?)                          |  |  |  |  |  |  |  |  |  |  |  |  |  |  |  |
|  |                                                    |  |  |  |  |  |  |  |  |  |  |  |  |  |  |  |
|  |                                                    |  |  |  |  |  |  |  |  |  |  |  |  |  |  |  |
|  | 7. Елизабет Тилни (1462—1497)                      |  |  |  |  |  |  |  |  |  |  |  |  |  |  |  |
|  |                                                    |  |  |  |  |  |  |  |  |  |  |  |  |  |  |  |
|  |                                                    |  |  |  |  |  |  |  |  |  |  |  |  |  |  |  |
|  | 30. Сер Лоренс Чејни (1396—1461)                   |  |  |  |  |  |  |  |  |  |  |  |  |  |  |  |
|  |                                                    |  |  |  |  |  |  |  |  |  |  |  |  |  |  |  |
|  |                                                    |  |  |  |  |  |  |  |  |  |  |  |  |  |  |  |
|  | 15. Елизабет Чејни                                 |  |  |  |  |  |  |  |  |  |  |  |  |  |  |  |
|  |                                                    |  |  |  |  |  |  |  |  |  |  |  |  |  |  |  |
|  |                                                    |  |  |  |  |  |  |  |  |  |  |  |  |  |  |  |
|  | 31. Елизабет Кокејн                                |  |  |  |  |  |  |  |  |  |  |  |  |  |  |  |
|  |                                                    |  |  |  |  |  |  |  |  |  |  |  |  |  |  |  |
|  |                                                    |  |  |  |  |  |  |  |  |  |  |  |  |  |  |  |